# Distretto di Góra
Il distretto di Góra (in polacco powiat górowski) è un distretto polacco appartenente al voivodato della Bassa Slesia.

## Geografia antropica

### Suddivisioni amministrative
Il distretto comprende 4 comuni.
- Comuni urbano-rurali: Góra, Wąsosz
- Comuni rurali: Jemielno, Niechlów